# Biserica de lemn din Mănăstirea Saon

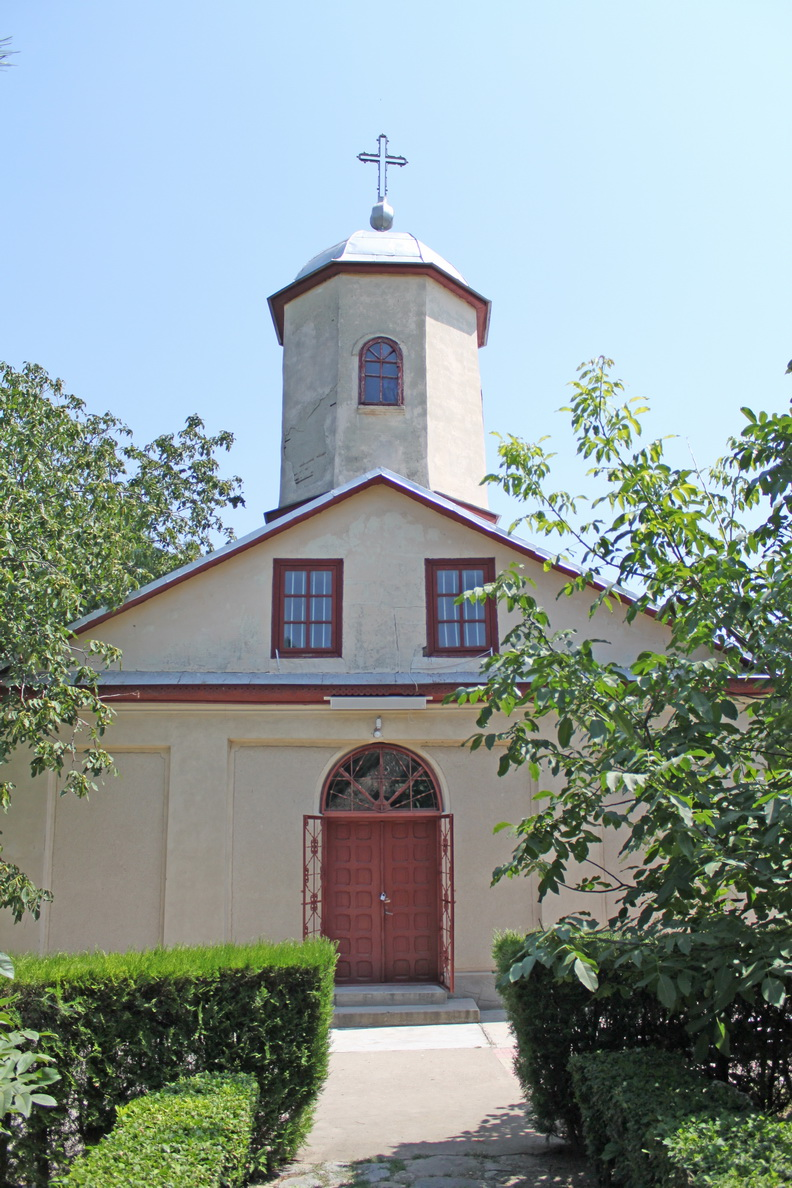
Biserica veche de la Mănăstirea Saon, Tulcea

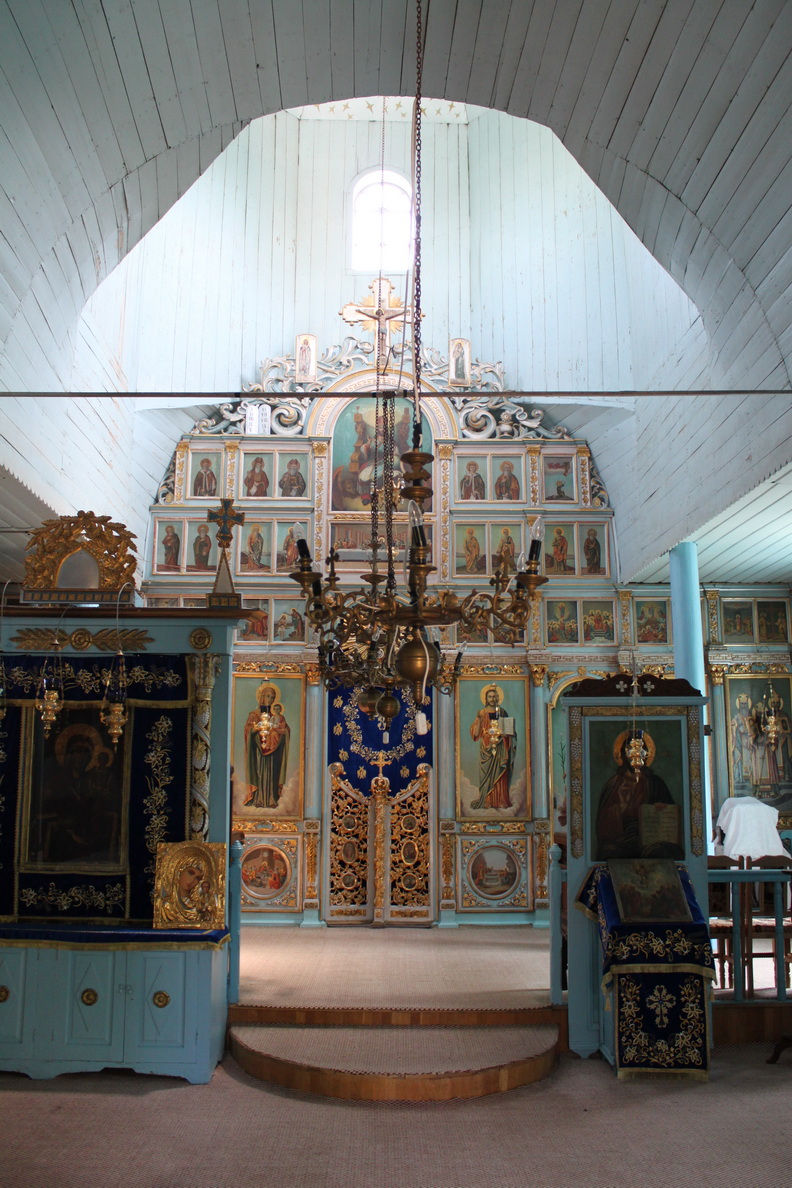
Iconostasul bisericii vechi de la Mănăstirea Saon

Biserica de lemn din Mănăstirea Saon este vechea biserică a mănăstirii Saon. Aflat la 11 km depărtare de Tulcea, complexul monahal Saon a luat ființă în anul 1846 când un grup de călugări au plecat de la Mănăstirea Celic-Dere. Biserica veche are hramul "Înălțarea Domnului". În prezent întregul complex monahal se află înscris pe lista monumentelor istorice sub codul TL-II-m-B-06012.

## Istoric și trăsături
În anul 1846, prin plecarea unor călugări de la Mănăstirea Celic-Dere, a fost înființat ca metoc al mănăstirii amintite un schit. Acest schit, numit Saon a devenit de sine stătător abia după ce partea de nord a Dobrogei devine parte a României ca urmare a deciziei Congresului de la Berlin (1878). Astfel, prin grija episcopul Iosif Ghiorghian are loc mutarea călugărilor de la schitul Celicul de Jos, schitul Saon devenind de sine stătător. În același an are loc și construcția bisericii vechi, folosindu-se pentru ridicarea ei: lemn, nuiele împletite și pământ. Din aceeși perioadă se mai păstrează și un corp de chilii. 
Un eveniment important în istoria așezământului monahal a avut loc în perioada starețului Filimon (1889-1905) când întreg schitul a fost afectat de un incendiu, biserica veche a mănăstirii scăpând acestei năpaste. În anul 1909 schitul întră sub jurisdicția Mănăstirii Cocoș. În același an încep lucrările la noua biserică a mănăstirii a cărei construcție a durat până după primul război mondial. În urma unui cutremur, turlele bisericii noi s-au prabușit acestea fiind reconstruite abia după anul 1956 prin grija episcopului Chesarie Păunescu. În anul 1959 este desfiițat ca abia în anul 1972 complexul monahal să fie redeschis ca metoc al Arhiepiscopiei Tomisului și Dunării de Jos. Din anul 1990 a redevenit mănăstire de sine stătătoare.

## Galerie de imagini

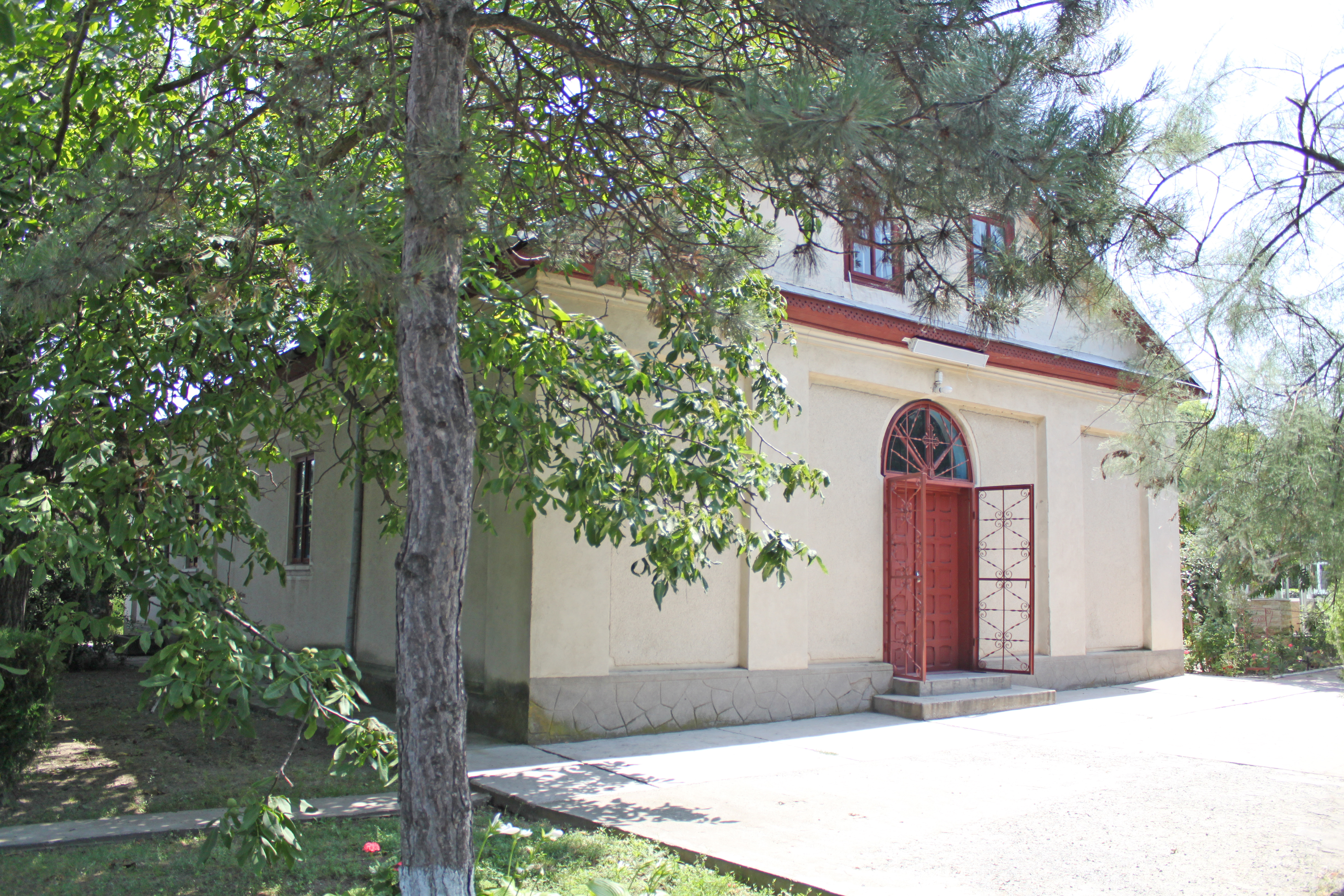
Colţul de nord-vest al bisericii
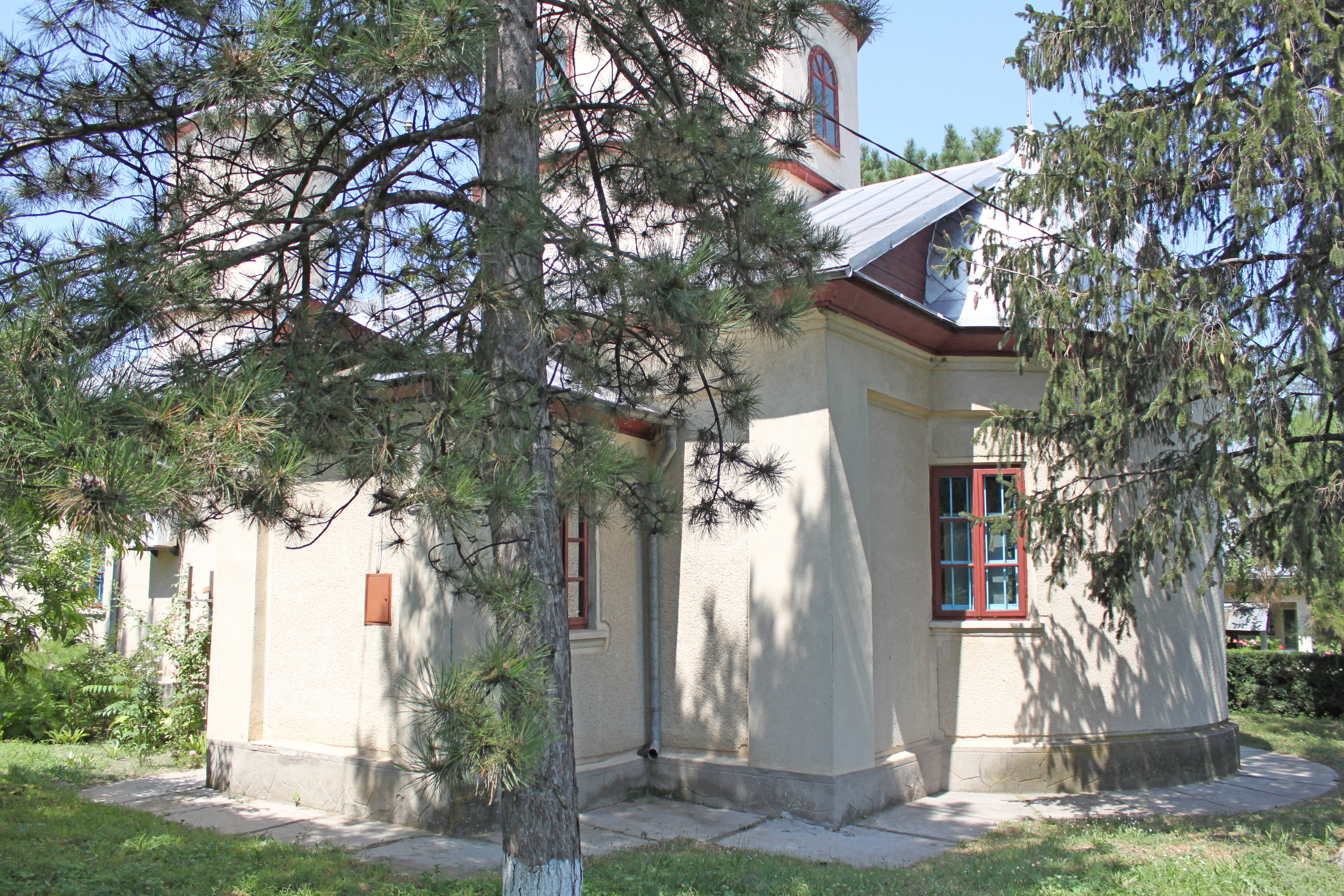
Absida laterală şi absida altarului
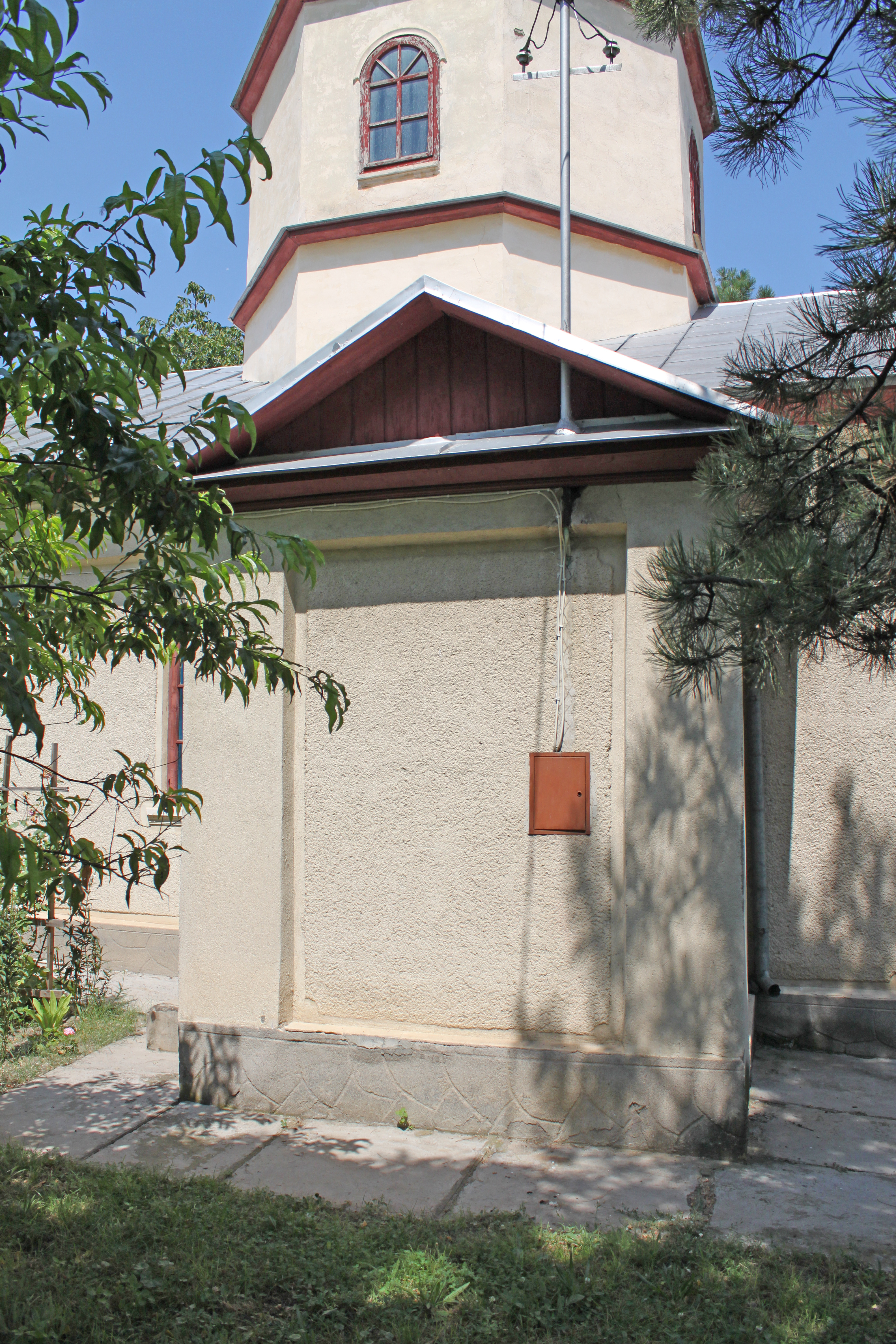
Absida laterală
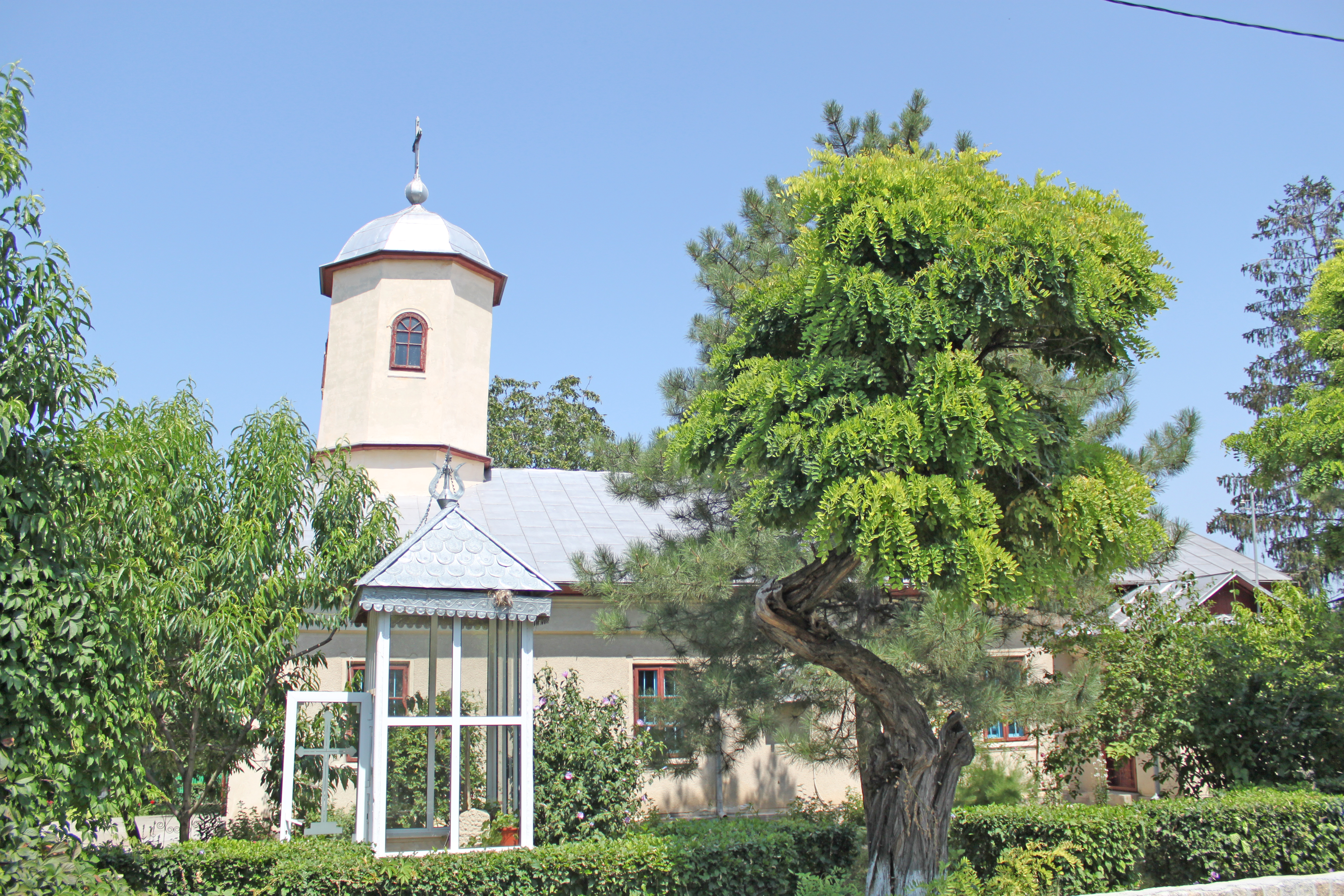
Vedere laterală
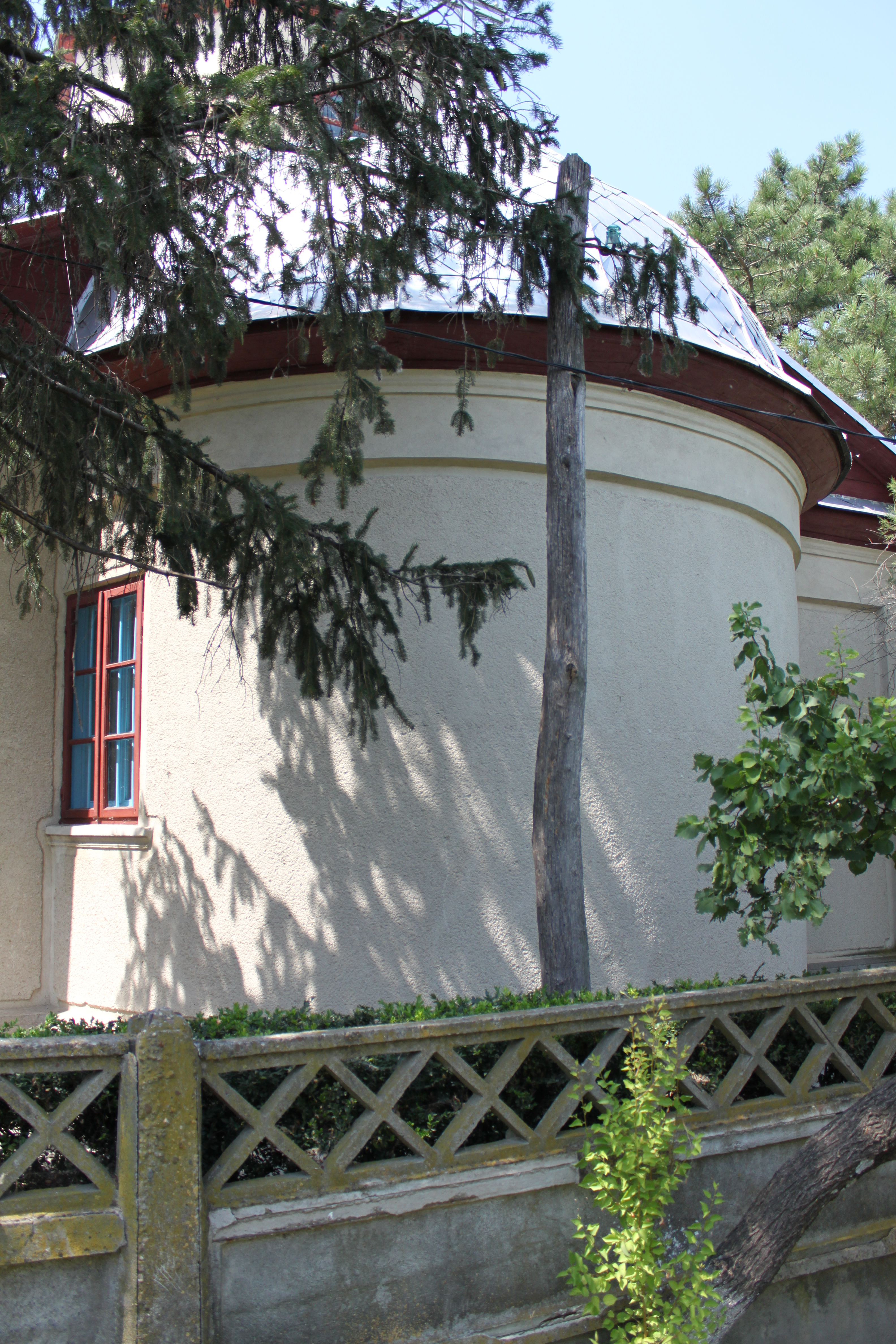
Absida altarului
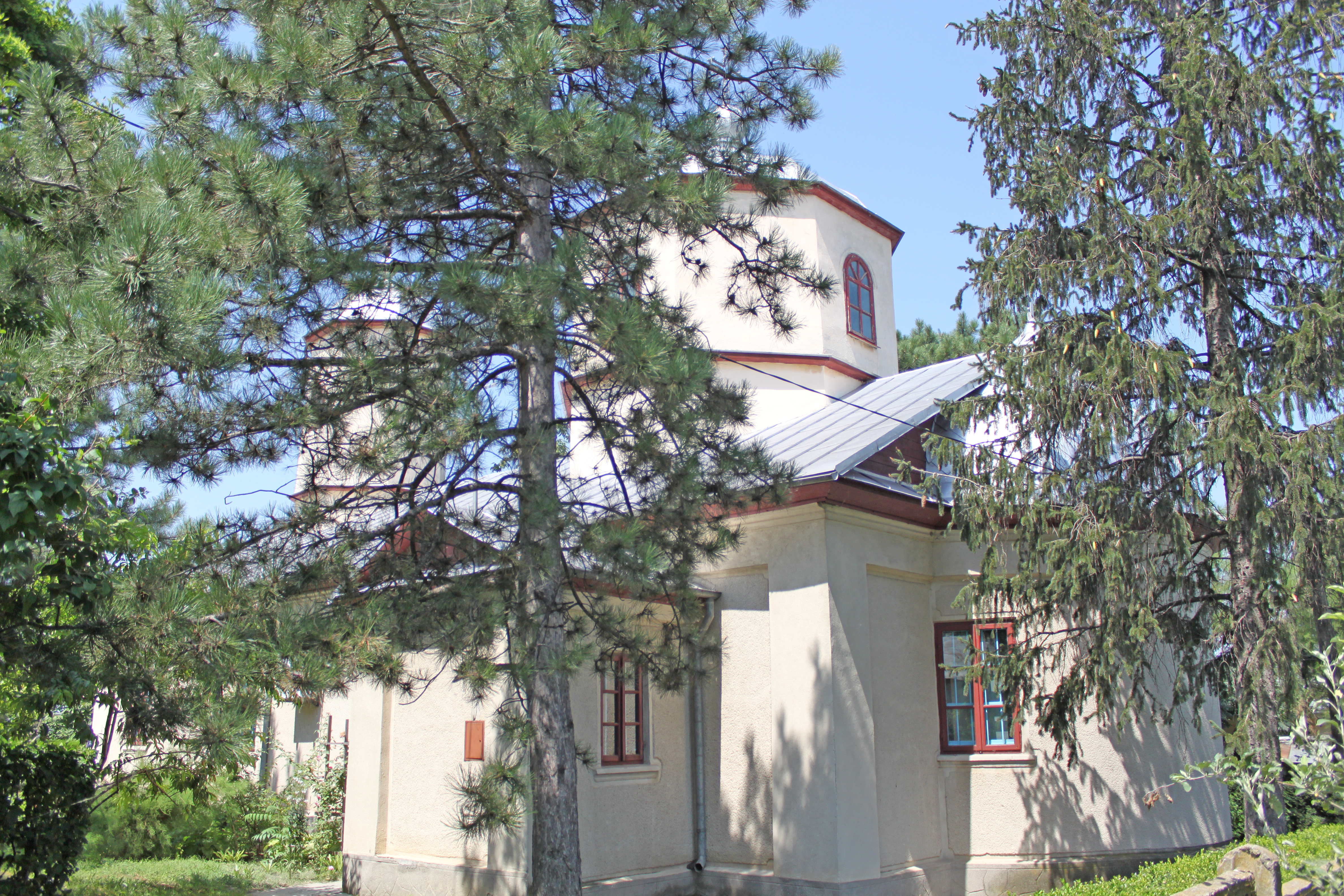
Vedere din sud-est
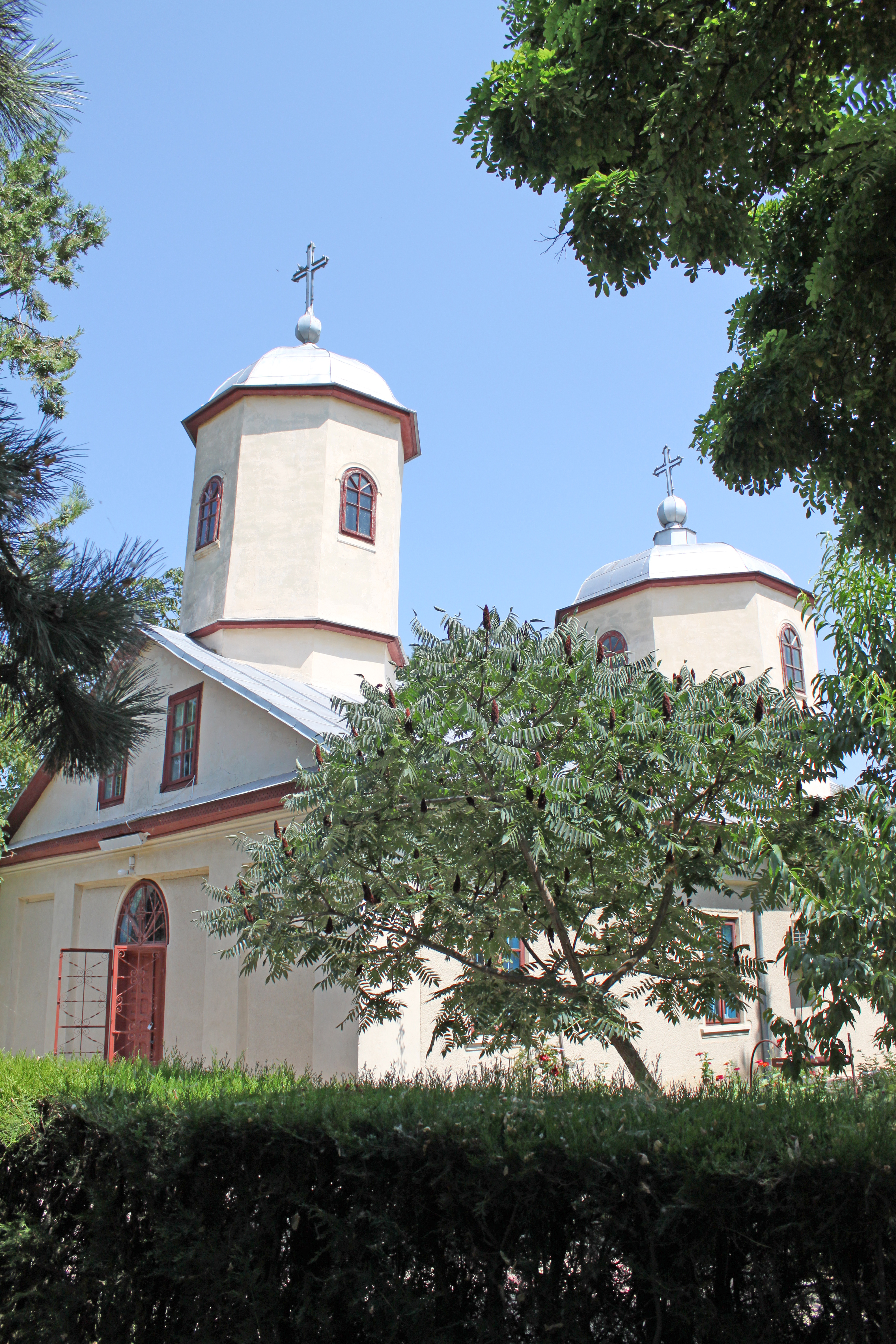
Vedere din sud-vest
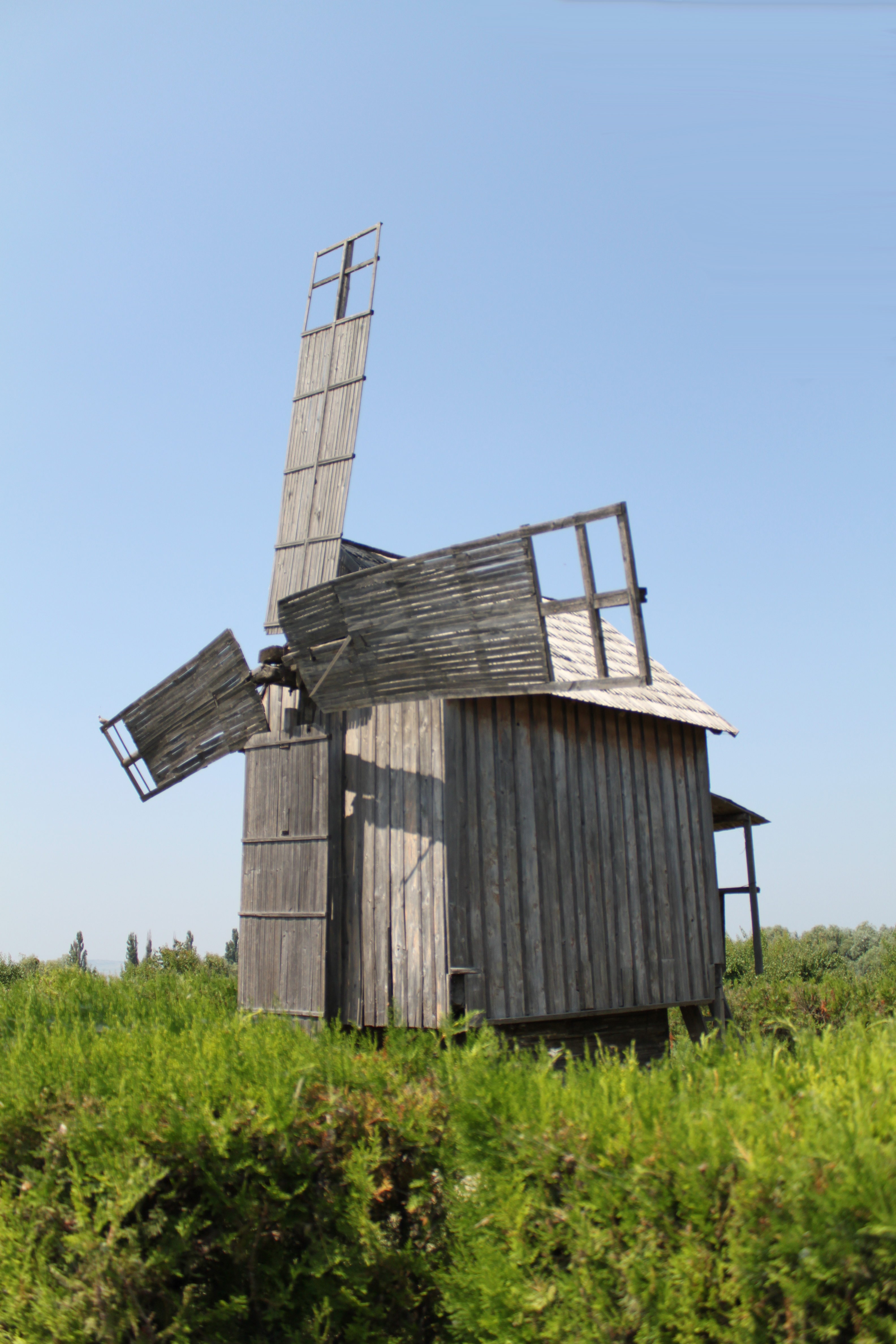
Moara de vânt
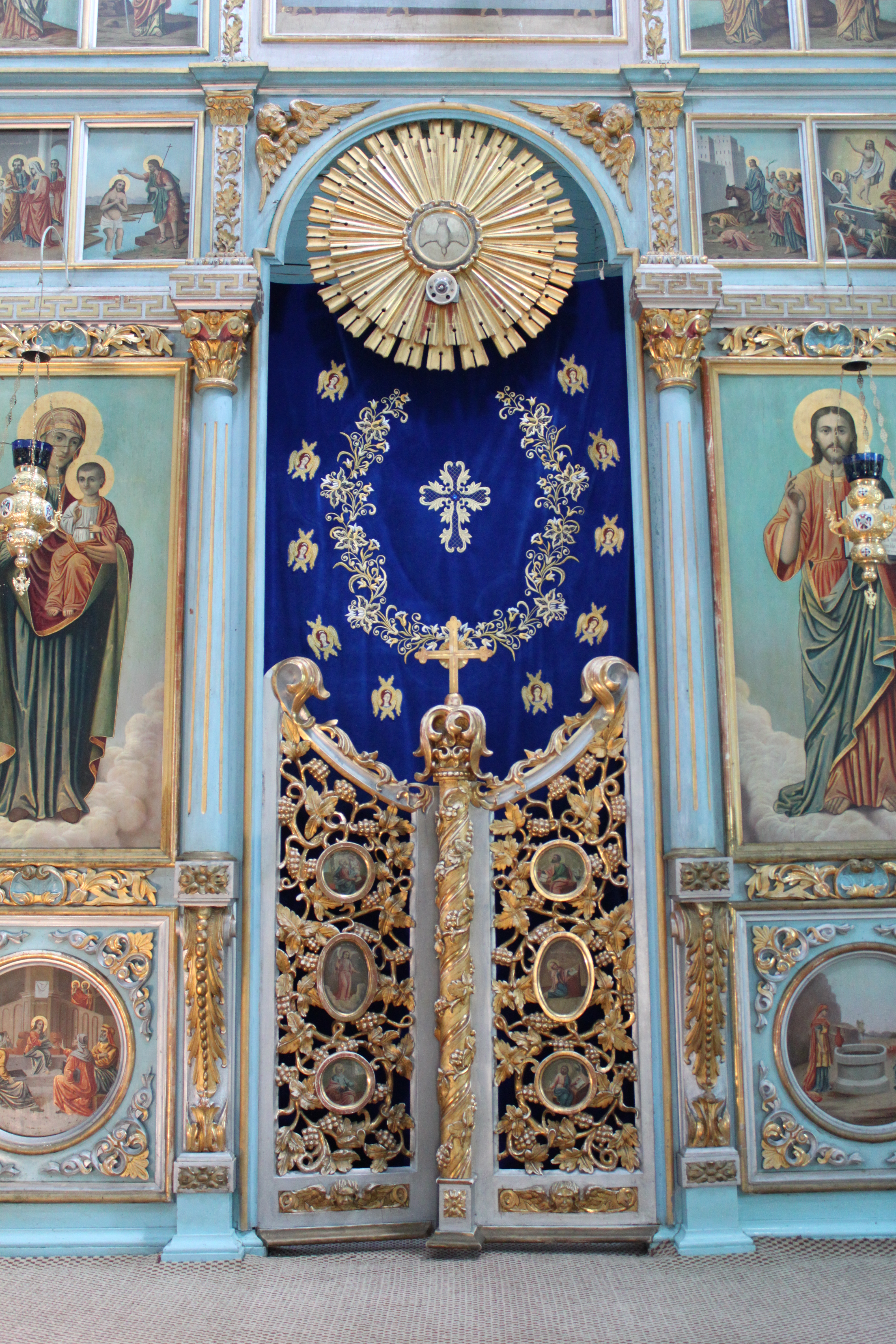
Uşile împărăteşti
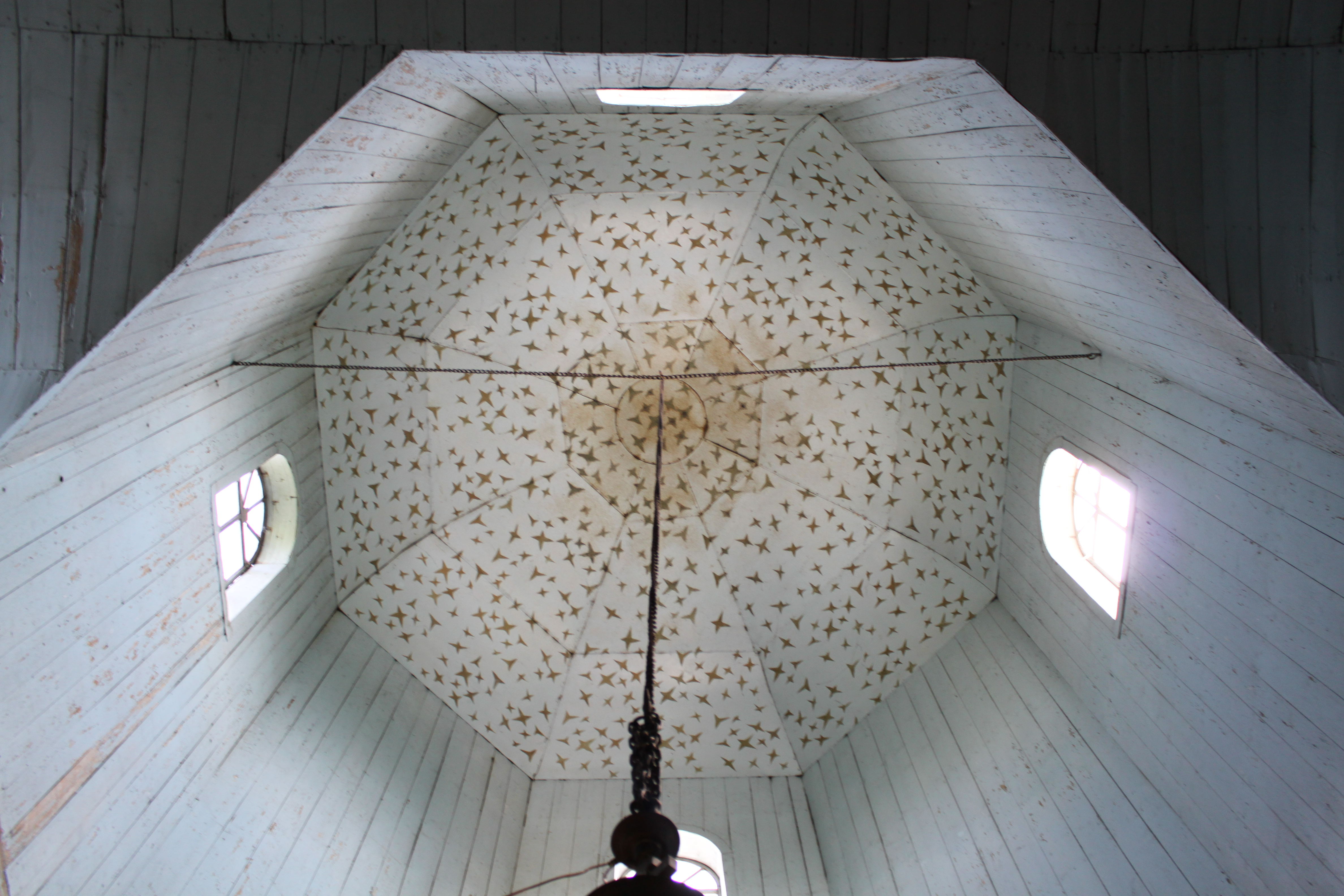
Turla bisericii. Vedere din naos
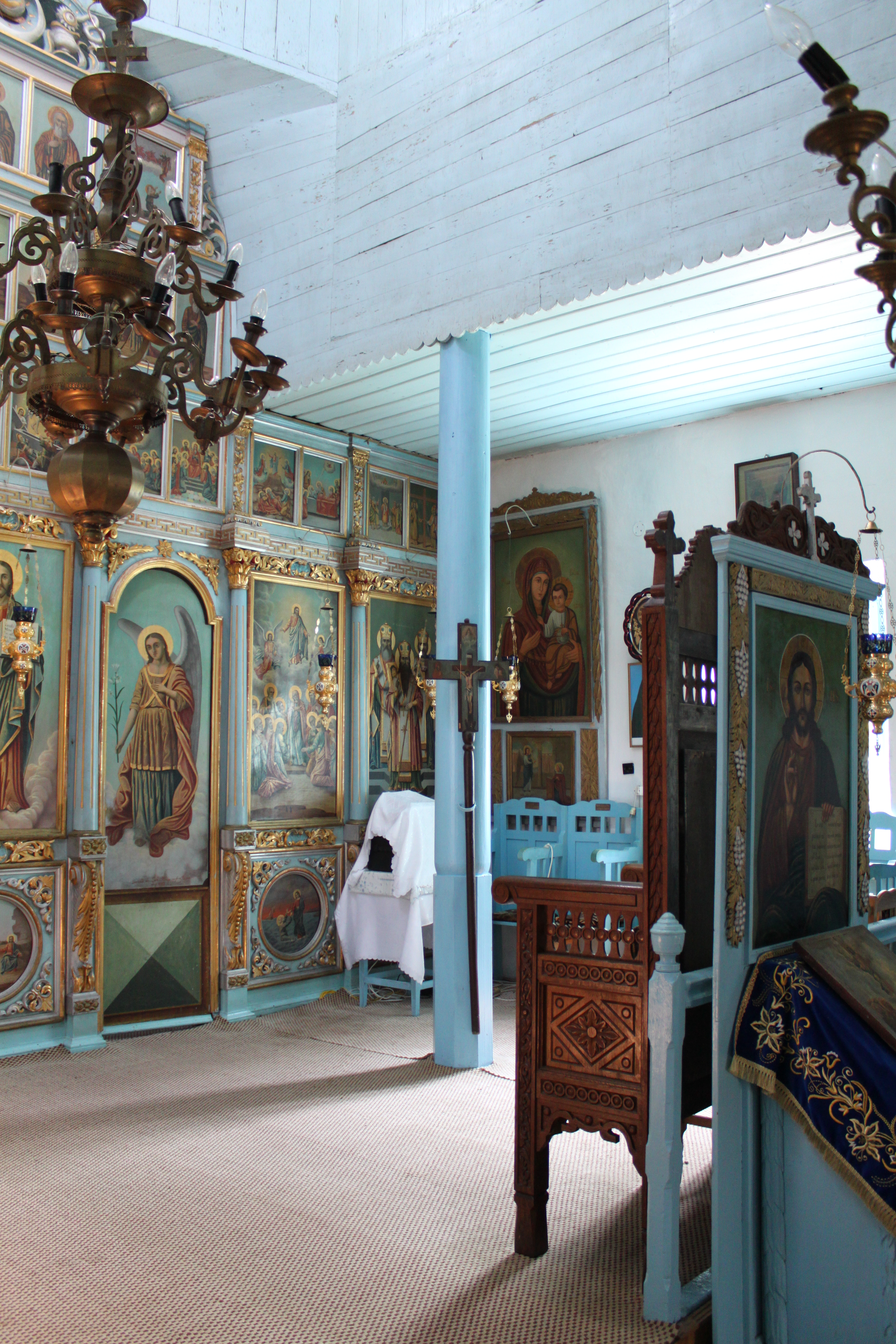
Partea dreaptă a iconostasului
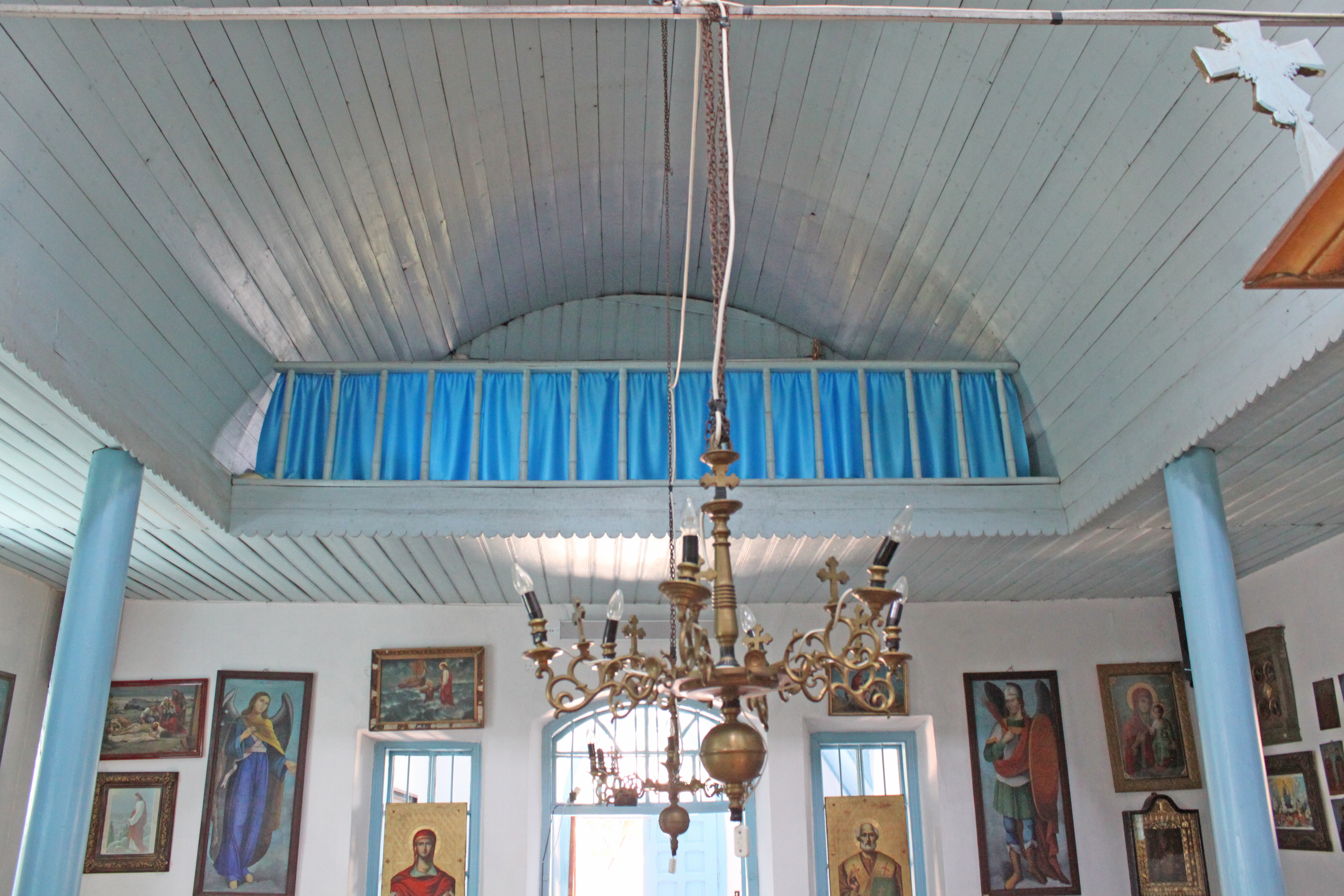
Corul bisericii
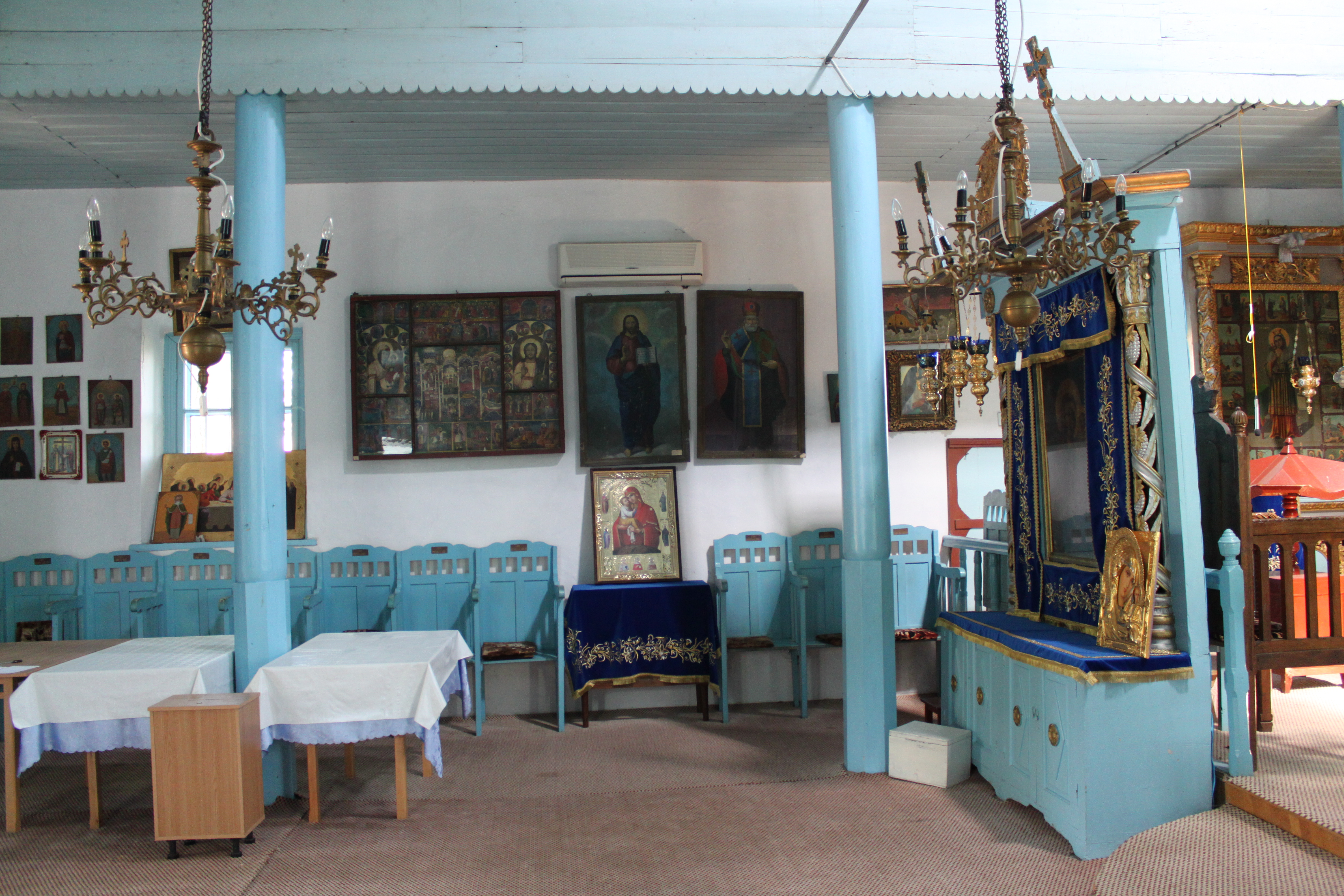
Vedere laterală a naosului
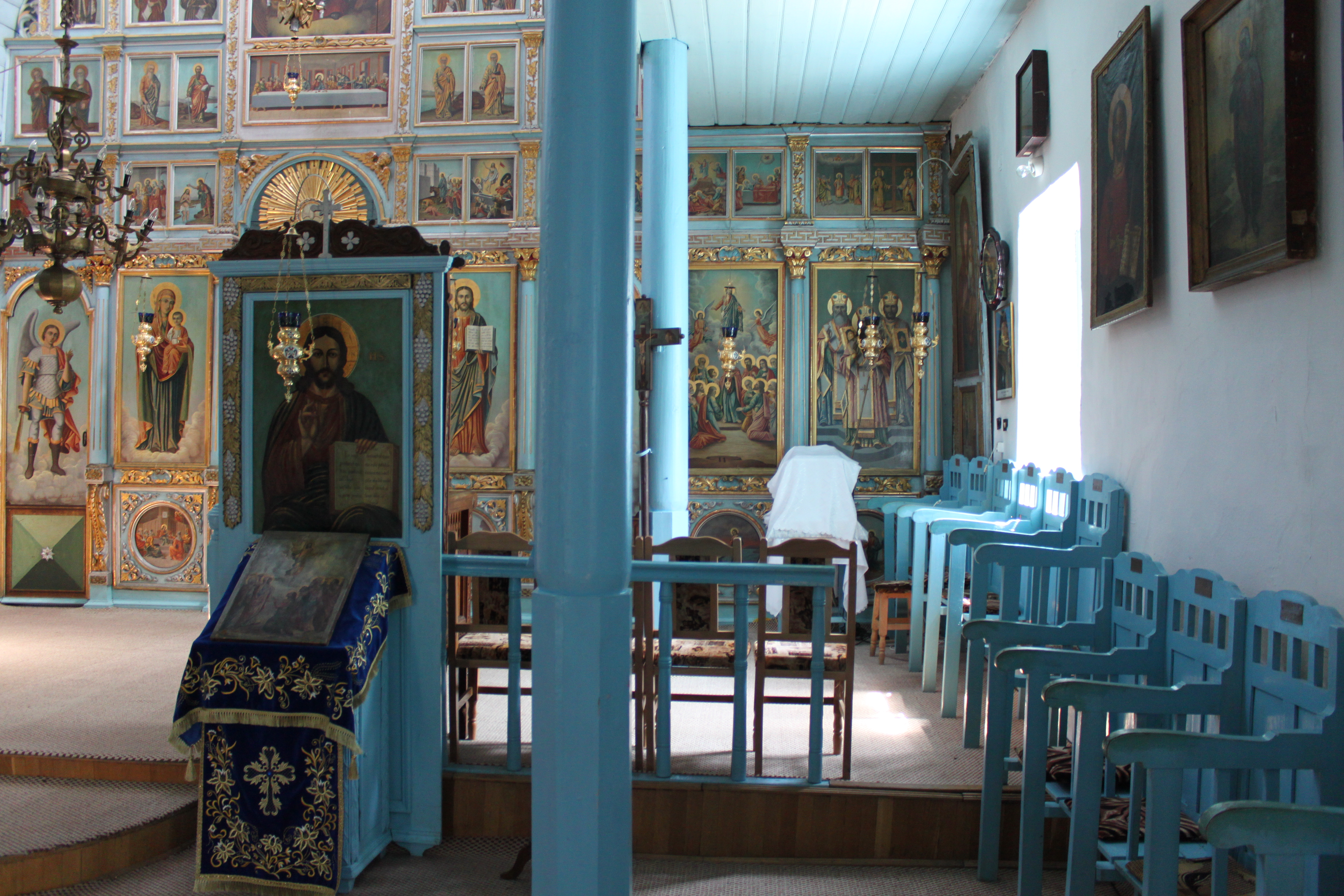
Strane
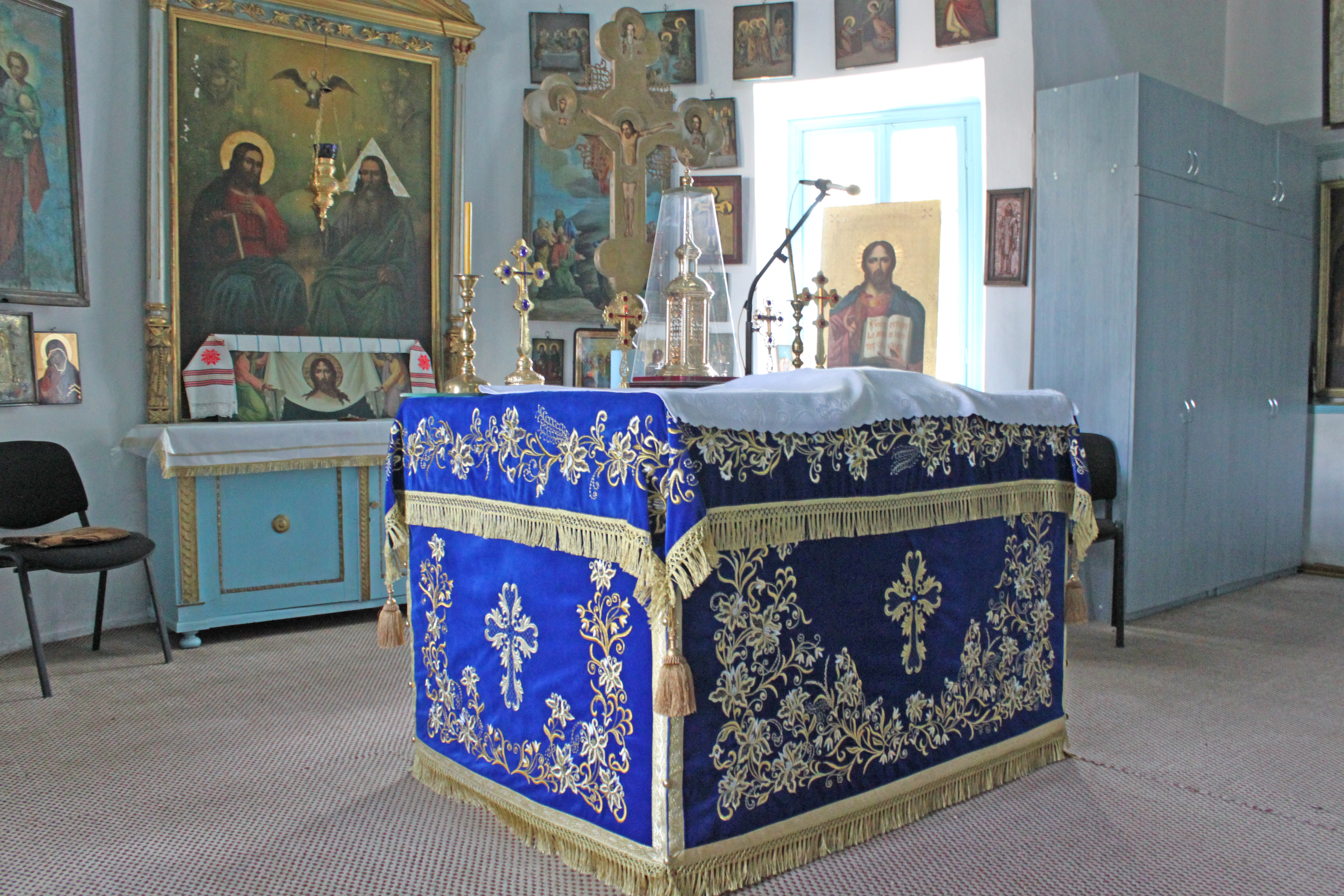
Masa altarului
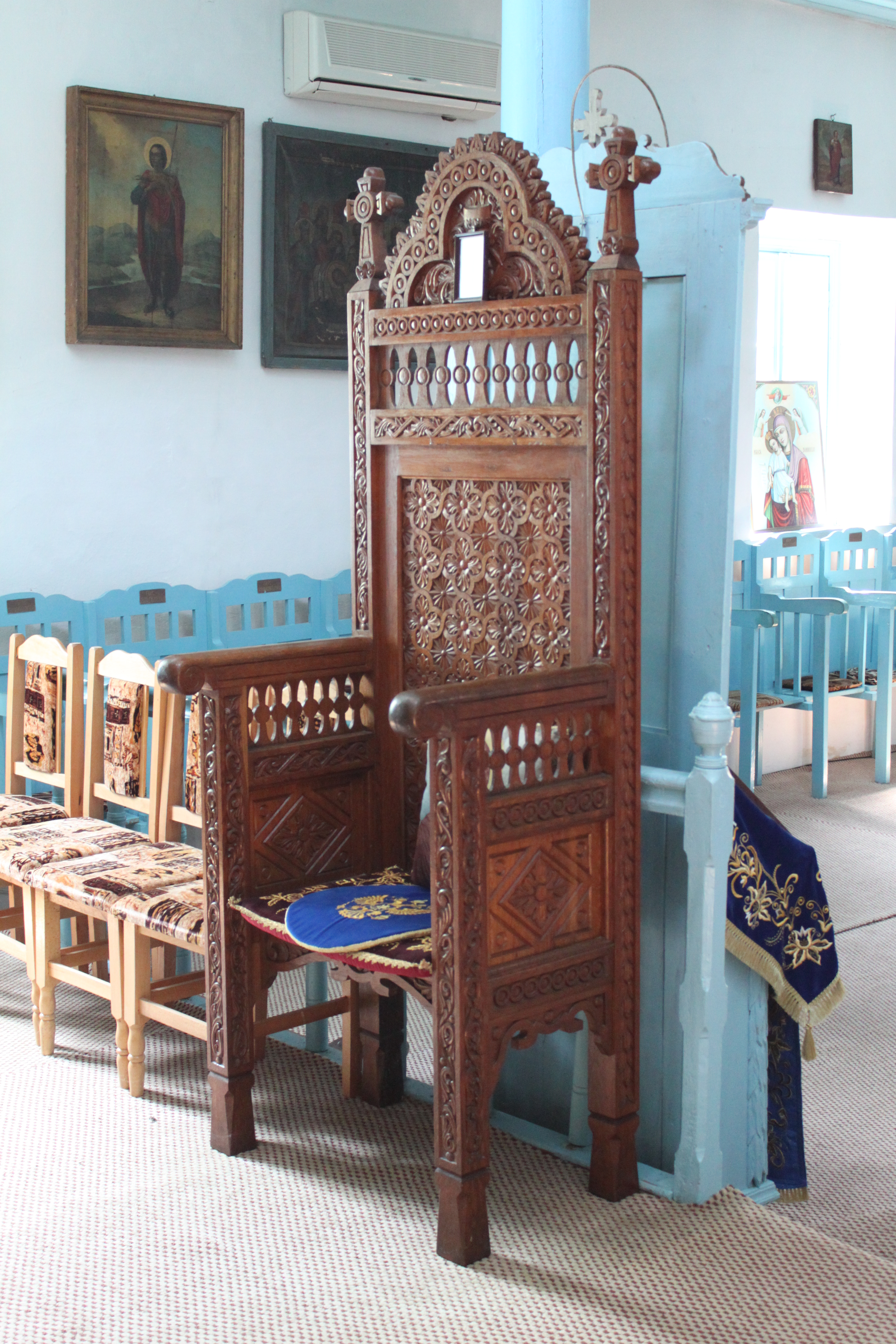
Jilţul arhieresc
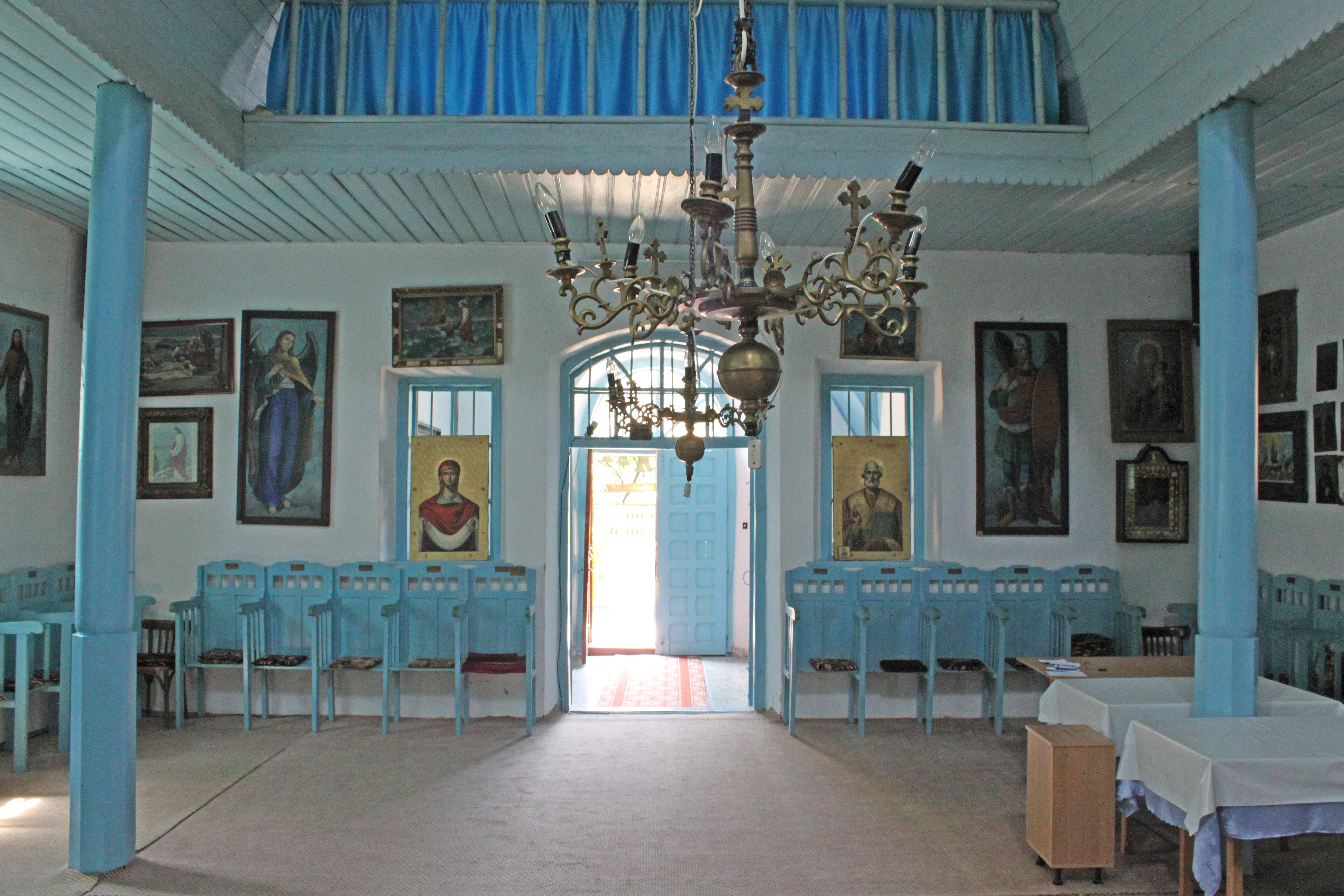
Vedere spre ieşirea din biserică
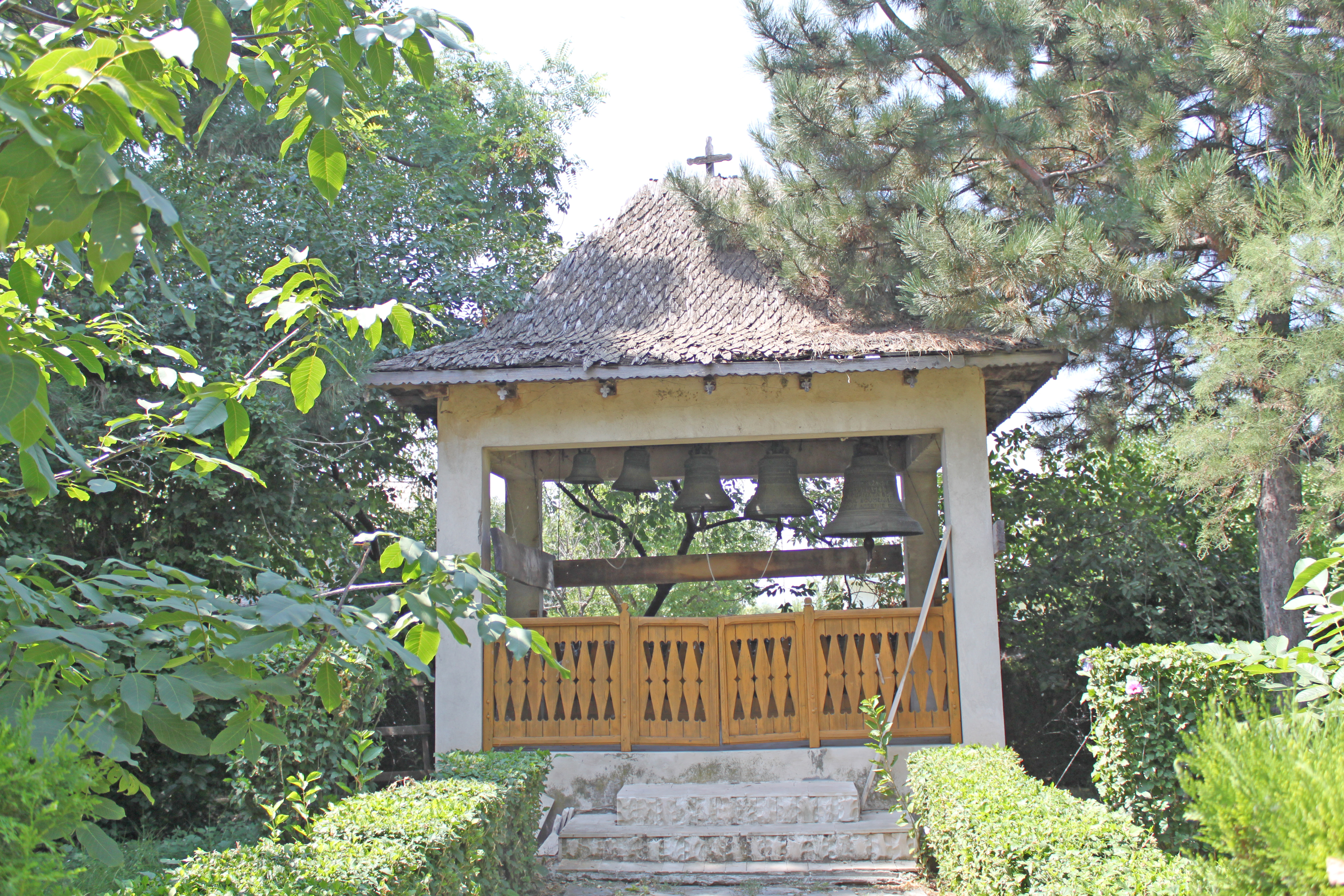
Clopotniţa